# Lou Ye
Lou Ye (Shanghái, 1965) es un director de cine y guionista chino relacionado con la "sexta generación del cine chino", iniciada en la década de 1990.

## Filmografía

### Cine
| Año  | Título internacional | Título original  | Notas            |
| ---- | -------------------- | ---------------- | ---------------- |
| 1994 | Don't be young       | 危情少女         |                  |
| 1995 | Weekend Lover        | 周末情人         |                  |
| 2000 | Suzhou River         | 苏州河           |                  |
| 2001 | In Shanghai          | 在上海           | Corto documental |
| 2003 | Purple Butterfly     | 紫蝴蝶           |                  |
| 2006 | Summer Palace        | 頤和園           |                  |
| 2009 | Spring Fever         | 春风沉醉的夜晚   |                  |
| 2011 | Love and Bruises     | 花               |                  |
| 2012 | Mystery              | 浮城谜事         |                  |
| 2014 | Blind Massage        | 推拿             |                  |
| 2018 | The Shadow Play      | 风中有朵雨做的云 |                  |